# Johann Geyer (Fußballspieler)
Johann Geyer (* 12. August 1942 in St. Pölten) ist ein ehemaliger österreichischer Fußballspieler.

## Sportlicher Werdegang
Geyer schloss sich vom BSV Voith kommend 1961 dem FK Austria Wien in der Staatsliga an und wurde als Stammspieler direkt am Ende der Spielzeit 1961/62 Meister und durch einen 4:1-Finalerfolg im ÖFB-Cup 1961/62 gegen den Grazer AK Pokalsieger. Schnell avancierte er zum Nationalspieler, als er am 25. November 1962 neben Heinz Oberparleiter und dem eingewechselten Erhard Wieger einer von drei Debütanten beim 1:1-Unentschieden gegen Bulgarien war. Nach einem erneuten Doublegewinn im Folgejahr gelang im ÖFB-Cup 1966/67 durch einen 1:0-Finalerfolg über der LASK Linz nach einem Treffer von Alfons Dirnberger ein erneuter Titelgewinn.
1967 wurde Geyer an den Ligakonkurrenten Grazer AK verliehen. Mit dem Klub erreichte er das Finalspiel um den ÖFB-Cup 1967/68, das gegen den SK Rapid Wien verloren ging. Anschließend kehrte er zur Austria zurück, wo er in den Spielzeiten 1968/69 und 1969/70 mit 25 respektive 29 Ligaeinsätzen nochmals jeweils Meister und durch einen 2:1-Finalsieg nach Verlängerung im Lokalderby gegen Rapdi Wien im Endspiel um den ÖFB-Cup 1970/71 noch einmal Pokalsieger wurde. Ab 1972 ließ er beim WSV Traisen seine Karriere unterklassig ausklingen.